# Mołokisz Wielki
Mołokisz Wielki (rum. Molochișul Mare, ros. Большой Молокиш) – wieś o spornej przynależności państwowej (de iure Mołdawia, de facto Naddniestrze), w rejonie Rybnica, nad Dniestrem.
W czasach Rzeczypospolitej wieś leżała w województwie bracławskim. Dawniej dziedzictwo Koniecpolskich i Lubomirskich. Odpadła od Polski w wyniku II rozbioru. W Imperium Rosyjskim siedziba urzędu gminy w powiecie bałckim guberni podolskiej.